# Bouclans (Bouclans)
Bouclans ist eine Ortschaft und eine ehemalige französische Gemeinde mit 944 Einwohnern (Stand 2019) im Département Doubs in der Region Bourgogne-Franche-Comté. Sie gehörte zum Arrondissement Besançon und zum Kanton Baume-les-Dames.
Mit Wirkung vom 1. Januar 2018 wurden die früher selbstständigen Gemeinden Bouclans und Vauchamps zur namensgleichen Commune nouvelle Bouclans zusammengeschlossen. In der neuen Gemeinde hat lediglich Vauchamps den Status einer Commune déléguée. Der Verwaltungssitz befindet sich im Ort Bouclans.

## Lage
Nachbarorte sind Osse im Nordwesten, Vauchamps im Norden, Glamondans im Nordosten, Gonsans im Osten, Naisey-les-Granges im Süden, La Chevillotte im Südwesten und Nancray im Westen.

## Bevölkerungsentwicklung
| Jahr      | 1962 | 1968 | 1975 | 1982 | 1990 | 1999 | 2008 | 2015 |
| --------- | ---- | ---- | ---- | ---- | ---- | ---- | ---- | ---- |
| Einwohner | 370  | 431  | 551  | 771  | 765  | 853  | 965  | 957  |

Nachdem die Einwohnerzahl in der ersten Hälfte des 20. Jahrhunderts deutlich abgenommen hatte (1886 wurden noch 604 Personen gezählt), wurde seit Beginn der 1960er Jahre wieder ein markantes Bevölkerungswachstum verzeichnet. Seither hat sich die Einwohnerzahl fast verdreifacht.

## Geschichte
Der Fund eines römischen Gräberfeldes weist darauf hin, dass das Gemeindegebiet von Bouclans schon sehr früh besiedelt war. Bereits 1092 wird die Kirche von Ambre erwähnt, die im 15. Jahrhundert durch einen Neubau an der Stelle des heutigen Friedhofs (am nördlichen Ortsrand von Bouclans) ersetzt wurde. Der Ortsname Bouclans geht möglicherweise auf das germanische Wort bukilo (Buckel, kleine Erhebung) zurück.
Um 1280 ließen die Herren von Montfaucon in Bouclans ein Schloss erbauen, mit dem eine ortsansässige Adelsfamilie belehnt wurde. Im Jahr 1462 kam die Herrschaft Bouclans unter die Oberhoheit der Grafen von Burgund. Die Herrschaft ging 1522 durch Kauf an die Familie Lallemand über. Zusammen mit der Franche-Comté gelangte Bouclans mit dem Frieden von Nimwegen 1678 an Frankreich. Die weiterhin bestehende Herrschaft Bouclans wurde 1749 zu einem Marquisat erhoben. Seit der Zeit der Französischen Revolution gehört Ambre zu Bouclans.

## Sehenswürdigkeiten
- Kirche Saint-Léger
- Schloss von Bouclans

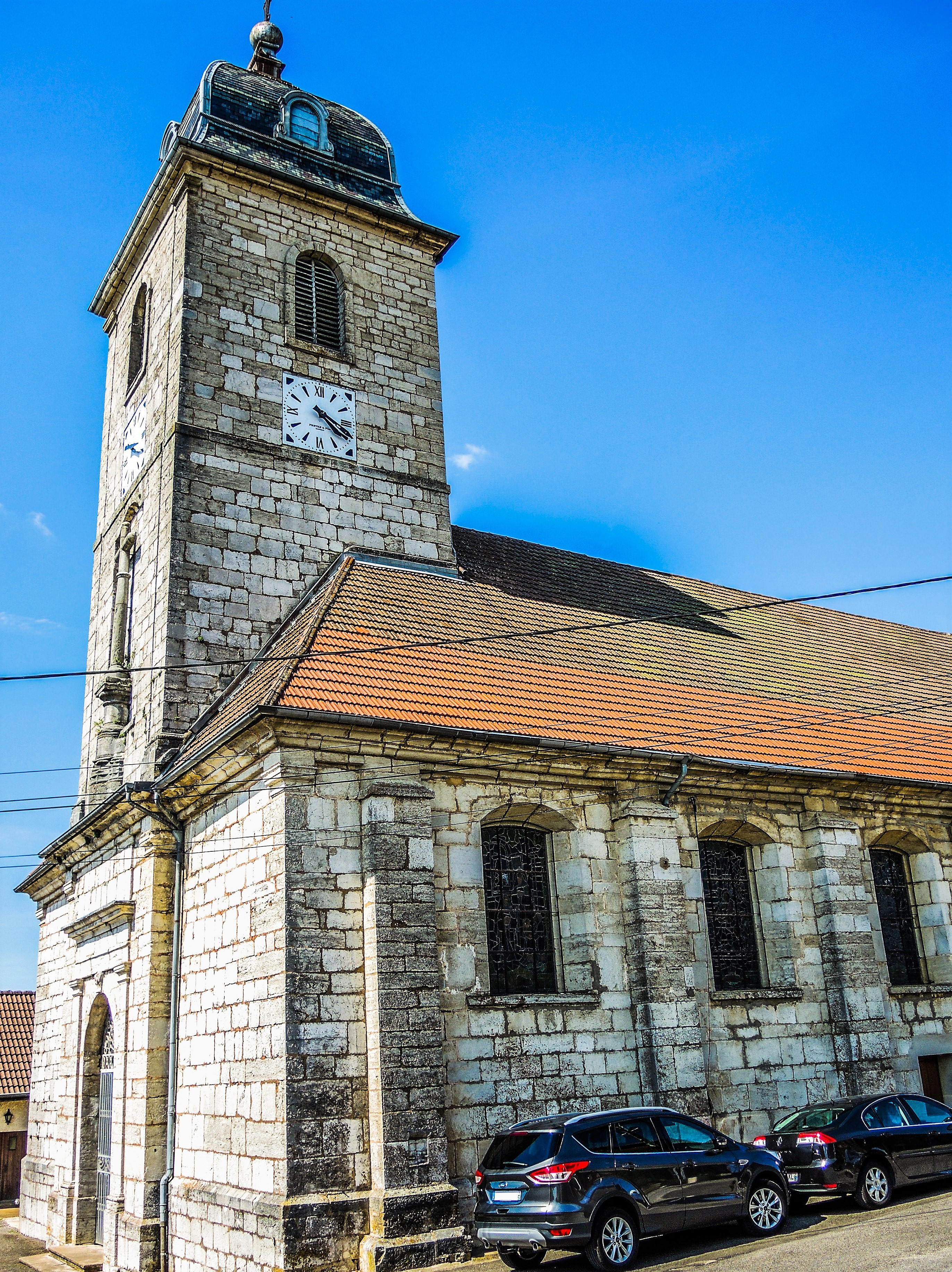
Kirche Saint-Léger

- Kapelle und dazugehörender Friedhof